# جغرافيا نابلس

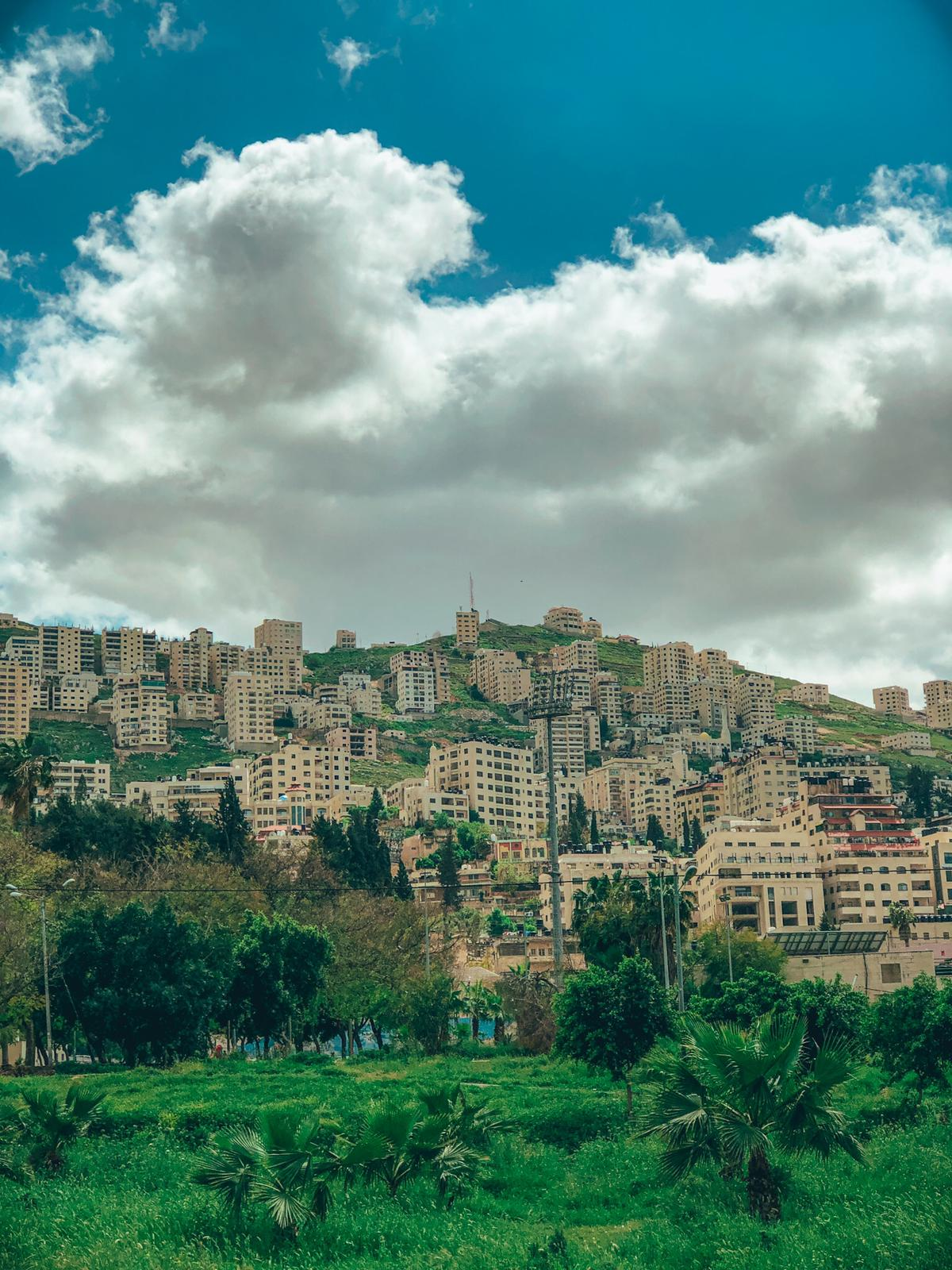
صورة تُظهر المنطقة الشرقية من جبال نابلس

جغرافيا نابلس تقع مدينة نابلس في شمال الضفة الغربية، فلسطين وتقع على خط طول 35,16 وخط عرض 32,13. تبلغ مساحة الشوارع المُقرر 6.40 كم 2 (22.1% من مساحة المدينة)، مساحة المناطق الخضراء 1.60 كم 2 (5.6%).

## الموقع الجغرافي
تربط مدينة نابلس شمال فلسطين بجنوبها وشرقها بغربها، لأمتيازها بموقعها في وسط فلسطين وتبعد عن عمان 114 كم وعن القدس 69 كم. وتربطها بمدنها وقراها شبكة من الطرق تصلها بطولكرم وقلقيلية ويافا غربًا وبعمان شرقًا وبجنين والناصرة شمالًا وبالقدس جنوبًا، وتقع على خط طول 35,16 وخط عرض 32,13

### المساحة
مدينة نابلس هي الثانية كُبرًا من حيث المساحة بعد مدينة الخليل، حيث تبلغ مساحتها 85 كم 2 وتضم 56 قرية.

## طبوغرافية المدينة
تقع مدينة نابلس بين جبل عيبال (950 متر) وجبل جرزيم (860 متر)، وبينهما وادٍ يمتد نحو الغرب. ولخصوصية الموقع الجغرافي لمدينة نابلس المتمثلة بانحصارها بين جبلين تتواجد في المدينة العشرات من عيون المياه التي تزيد من جمال وبهاء المدينة ومنها عين العسل، عين الست، عين الكاس، عين حسين، عين القريون، عين ميرة، عين الخضر، عين الصلاحي، عين السكر، عين الصبيان، عين الساطور، عين العجيبة، عين بدران، عين التوباني، عين بير الدولاب، عين التوتة بالإضافة إلى سبل المياه مثل سبيل الغزاوي وسبيل الخضر وسبيل السلقية وسبيل الساطور. وتمتاز المدينة بالتضاريس الجبلية.

## المناخ
تتسم مدينة نابلس بمناخ متوسطي يمتاز بالاعتدال لكونها تقع ضمن إقليم البحر الأبيض المتوسط على خط عرض 32,13 حيث يمتاز بفصل صيفي جاف يمتد لأكثر من خمسة شهور بالسنة وبفصل شتاء بارد ماطر قصير لا يتعدى الثلاث أشهر في معظم الأحيان.
| البيانات المناخية لـنابلس    | البيانات المناخية لـنابلس | البيانات المناخية لـنابلس | البيانات المناخية لـنابلس | البيانات المناخية لـنابلس | البيانات المناخية لـنابلس | البيانات المناخية لـنابلس | البيانات المناخية لـنابلس | البيانات المناخية لـنابلس | البيانات المناخية لـنابلس | البيانات المناخية لـنابلس | البيانات المناخية لـنابلس | البيانات المناخية لـنابلس | البيانات المناخية لـنابلس |
| الشهر                        | يناير                     | فبراير                    | مارس                      | أبريل                     | مايو                      | يونيو                     | يوليو                     | أغسطس                     | سبتمبر                    | أكتوبر                    | نوفمبر                    | ديسمبر                    | المعدل السنوي             |
| ---------------------------- | ------------------------- | ------------------------- | ------------------------- | ------------------------- | ------------------------- | ------------------------- | ------------------------- | ------------------------- | ------------------------- | ------------------------- | ------------------------- | ------------------------- | ------------------------- |
| متوسط درجة الحرارة الكبرى °ف | 53.1                      | 55.9                      | 61.0                      | 70.0                      | 77.0                      | 82.0                      | 84.0                      | 84.0                      | 82.0                      | 77.0                      | 57.0                      | 62.4                      | 70.5                      |
| متوسط درجة الحرارة الصغرى °ف | 39.0                      | 39.9                      | 43.0                      | 48.9                      | 54.0                      | 59.0                      | 63.0                      | 63.0                      | 61.0                      | 57.0                      | 48.9                      | 42.1                      | 51.6                      |
| الهطول إنش                   | 5.60                      | 4.50                      | 3.90                      | 1.20                      | 0.10                      | 0                         | 0                         | 0                         | 0                         | 0.90                      | 2.70                      | 4.30                      | 23.2                      |
| متوسط درجة الحرارة الكبرى °م | 11.7                      | 13.3                      | 16.1                      | 21.1                      | 25.0                      | 27.8                      | 28.9                      | 28.9                      | 27.8                      | 25.0                      | 13.9                      | 16.9                      | 21.4                      |
| متوسط درجة الحرارة الصغرى °م | 3.9                       | 4.4                       | 6.1                       | 9.4                       | 12.2                      | 15.0                      | 17.2                      | 17.2                      | 16.1                      | 13.9                      | 9.4                       | 5.6                       | 10.9                      |
| الهطول مم                    | 142.2                     | 114.3                     | 99.1                      | 30.5                      | 2.5                       | 0                         | 0                         | 0                         | 0                         | 22.9                      | 68.6                      | 109.2                     | 589.3                     |
| المصدر: قناة الطقس           |                           |                           |                           |                           |                           |                           |                           |                           |                           |                           |                           |                           |                           |

### الحرارة
ونظرا لموقع نابلس في شمال الضفة الغربية ضمن سلسلة الجبال الوسطى فإن درجة حرارتها تكون أدنى من درجات الحرارة في المحافظات الأخرى مثل طولكرم وجنين وأعلى منها في الخليل. ففي شهر يناير وهو أبرد شهر في السنة حيث يصل معدل درجة الحرارة العليا في هذا الشهر إلى (11.7) درجة مئوية، بينما تهبط الصغرى إلى (3.9) درجة مئوية. وفي شهر أغسطس الذي تسجل فيه أعلى درجات الحرارة يصل المعدل العام لدرجة الحرارة العظمى فيه إلى (28.9) درجة مئوية، بينما يصل المعدل العام للحرارة الصغرى إلى (17.2) درجة مئوية.
وفي السنوات الأخيرة، أصبح من الواضح حدوث تغيرات ملحوظة على الأنماط المناخية. والسبب في حدوث هذه الظاهرة هو ارتفاع درجة حرارة الأرض. وبناءً على هذه المتغيرات المناخية فقد طرأ تغير كبير في درجات الحرارة في نابلس طوال فترة صيف عام 2010، حيث وصلت أعلى درجات الحرارة العليا خلال فترة الصيف والممتدة من شهر مايو إلى نهاية أكتوبر، وصلت أقصاها إلى 40.5 درجة والدنيا 16 درجة مئوية.

### الرطوبة النسبية
أما بالنسبة للرطوبة النسبية في محافظة نابلس فأن المعدل العام السنوي يصل إلى (61%).

### الرياح
وتعتبر الرياح الشمالية الغربية هي اتجاهات الرياح السائدة في نابلس، ويبلغ المعدل العام السنوي لسرعة الرياح (10) كم/بالساعة.

### المطر
أما بالنسبة للأمطار فهي كما هو الحال في باقي أنحاء فلسطين، فان هطول الأمطار يقتصر على فصلي الشتاء والربيع، وتحديدًا في الفترة الواقعة بين شهرين أكتوبر ومايو، حيث تصل كمية الأمطار سنويًا إلى حوالي 660.1 ملم (إحصائيات 2010)، يسقط منها 80% في الفترة بين شهري ديسمبر ومارس.